# Emmanuel Nzekwesi
Emmanuel Chukwubuikem Nzekwesi (Den Haag, 5 september 1997) is een Nederlands basketballer.

## Carrière
Nzekwesi speelde collegebasketbal voor de Oral Roberts Golden Eagles van 2016 tot 2020. Hij maakte zijn profdebuut voor ZZ Leiden in 2020 en won dat eerste seizoen zowat alle prijzen die hij kon winnen. Hij speelde in de zomer in de NBA Summer League voor de Phoenix Suns. Na een seizoen maakte hij de overstap naar Union Mons-Hainaut. Hij werd tijdens het seizoen 2021/22 verkozen tot BNXT League Dream Team. Hij tekende na het seizoen een contract bij de Franse eersteklasser ESSM Le Portel.
Voor het seizoen 2023/24 tekende hij bij de Franse eersteklasser Cholet Basket.

## Erelijst
- Nederlands landskampioen: 2021
- DBL MVP: 2021
- DBL All-Star Team: 2021
- DBL Rookie of the Year: 2021
- DBL All-Rookie Team: 2021
- DBL All-Defense Team: 2021
- DBL Statistical Player of the Year: 2021
- DBL topscorer: 2021
- BNXT League Dream Team: 2022